# Liste der Präsidenten von Ruanda
Dies ist eine Liste der Präsidenten von Ruanda, die nach der Absetzung des letzten Königs 1961 an der Macht waren. Die letzte Präsidentschaftswahl fand am 15. Juli 2024 statt. Ab dieser galt durch ein Verfassungsreferendum von 2015 eine Amtszeitverkürzung von sieben auf fünf Jahre. Eine Begrenzung auf zwei Amtsperioden wurde nach dem Referendum bereits für die Präsidentschaftswahl am 4. August 2017 abgeschafft.

## Liste der Amtsinhaber
| Nr. | Bild | Name (Lebensdaten)                                     | Amtszeit         | Amtszeit          | Partei         |
| Nr. | Bild | Name (Lebensdaten)                                     | Beginn           | Ende              | Partei         |
| --- | ---- | ------------------------------------------------------ | ---------------- | ----------------- | -------------- |
| –   |      | Dominique Mbonyumutwa (* 1921; † 1986)                 | 28. Januar 1961  | 26. Oktober 1961  | Parmehutu      |
| 1.  |      | Grégoire Kayibanda (* 1924; † 1976)                    | 26. Oktober 1961 | 5. Juli 1973      | Parmehutu      |
| 2.  |      | Juvénal Habyarimana (* 1937; † 1994)                   | 5. Juli 1973     | 6. April 1994 (†) | Militär / MRND |
| –   |      | Théodore Sindikubwabo (kommissarisch) (* 1928; † 1998) | 8. April 1994    | 18. Juli 1994     | MRND           |
| 3.  |      | Pasteur Bizimungu (* 1950)                             | 19. Juli 1994    | 23. März 2000     | FPR            |
| 4.  |      | Paul Kagame (* 1957)                                   | 24. März 2000    | amtierend         | FPR            |